# The Ape
The Ape este un film SF de groază alb-negru american din 1940 regizat de William Nigh după un scenariu de Curt Siodmak. În rolurile principale joacă actorii Boris Karloff și Maris Wrixon.

## Prezentare
Dr. Bernard Adrian este un om de știință amabil care încearcă să vindece de poliomielită o tânără femeie. Tot ce îi trebuie este lichid spinal de la un om pentru a finaliza formula unui ser experimental. Între timp, o maimuță vicioasă de la circ a scăpat din cușcă și terorizează locuitorii orașului.
Maimuța, în cele din urmă, intră în laboratorul Dr. Adrian. Doctorul reușește s-o omoare înainte ca aceasta să mai provoace rău. Cu toate acestea, serul său experimental este distrus complet în timpul luptei dintre Adrian și maimuță.
Pentru a-și recupera paguba, lui Adrian îi vine o idee: va folosi pielea maimuței pentru a se deghiza  și a ucide oameni, pentru a le extrage lichidul spinal. Astfel, maimuța va fi acuzată de toate crimele iar el va evita orice suspiciune.
Dar unul dintre atacurile sale dinspre sfârșitul filmului nu are succes, Dr. Bernard Adrian este înjunghiat mortal și "adevărata identitate" a Maimuței este dezvăluită.

## Distribuție
- Boris Karloff - Dr. Bernard Adrian
- Maris Wrixon - Domnișoara Frances Clifford
- Gene O'Donnell - Danny Foster
- Dorothy Vaughan - Mama lui Frances Clifford
- Gertrude W. Hoffmann - Jane, Menajera lui Adrian
- Henry Hall - Șerif Jeff Halliday
- Selmer Jackson - Dr. McNulty

## Producție
Filmările au avut loc la Newhall, Santa Clarita, California.